# Free Spirit (альбом Бонні Тайлер)
«Free Spirit» (укр. «Вільний дух») — одинадцятий студійний альбом валлійської співачки Бонні Тайлер, випущений в Європі 3 жовтня 1995 року лейблом «East West Records» і в США 26 березня 1996 року лейблом «Atlantic Records». У записі «Free Spirit» взяла участь низка продюсерів, це був перший альбом Тайлер випущений у Великій Британії та США з часів «Hide Your Heart» (1988).
Альбом мав невеликий успіх лише у кількох європейських країнах, найвищого результату він досягнув в Норвегії, де посів 22 місце. На підтримку альбому вийшло чотири сингли, де «Making Love Out of Nothing at All» ледь не потрапив до Top-40 британського чарту.

## Передумови
На початку 1990-х років Тайлер випустила три альбоми на лейблі «Hansa Records». Ці альбоми, основним співавтором яких став Дітер Болен, були орієнтовані насамперед на європейський ринок. «Free Spirit» став першим альбомом Тайлер, випущеним у Великій Британії та США з 1988 року. У 1994 році Тайлер підписала контракт із «East West Records».
У створені «Free Spirit» взяла ціла низка продюсерів, включаючи Девіда Фостера, Умберто Гатіку, Енді Гілла, Джеффа Лінна, Крістофера Ніла і Джима Стейнмена. Треки були записані в кількох студіях, насамперед у «Compass Point Studios» (Багами), та «The Hit Factory» (Нью-Йорк).
Альбом став черговою співпрацею Тайлер і Стейнмена, який брав участь у запису кавер-версій пісень «Two Out of Three Ain't Bad» та «Making Love (Out of Nothing At All)». Тайлер назвала останню «продовженням „Total Eclipse“, що спізнилася на тринадцять років». У треку звучить оперний вокал матері Тайлер, Елсі Гопкінс. Тайлер заявила: «У мене був запис її співу, коли мій племінник грав на піаніно. Стейнмен почув її і був настільки вражений, що вирішив взяти її голос і використати його у треку».
У кавер-версії пісні Тайлер «Bridge over Troubled Water» дуету «Simon & Garfunkel» звучить вокал Ленні Кравіца, ім'я якого не було вказано на обкладинці альбому через контрактні обмеження від його лейблу «Virgin Records». Пісня «Make It Right Tonight» спочатку з'явилася у альбомі Гері Чепмена «The Light Inside» (1994).

## Реліз та просування
«Free Spirit» був уперше випущений у Європі 3 жовтня 1995 року лейблом «East West Records». Наступного року вийшло перевидання альбому у Німеччині з кавером на пісню «Limelight» гурту «The Alan Parsons Project», який замінив ремікс «Sexual Device». Версія Тайлер «Limelight» була включена в альбом-компіляцію під назвою «Atlanta '96 — The Sound of Winners», випущений «East West» на підтримку німецької команди, яка брала участь у літніх Олімпійських іграх 1996 року в Атланті (штат Джорджія). «Free Spirit» був випущений у США 26 березня 1996 року лейблом «Atlantic Records».
На підтримку альбому Тайлер вирушила у 22-денний тур Німеччиною, Австрією та Швейцарією, який розпочався в Нюрнберзі 1 квітня і завершився у Гофі 11 травня 1996 року.
У вересні 2021 року «Free Spirit» був перевиданий у складі тридискового бокс-сету під назвою «The East West Years 1995—1998» на лейблі «Cherry Pop».

### Сингли
До «Free Spirit» вийшло чотири сингли. «Making Love (Out of Nothing At All)» вийшов як головний сингл альбому в жовтні 1995 року, а 8 січня 1996 року — у Великій Британії. Він посів 12 і 17 місця в голландських чартах Top-40 і Top-100 найкращих синглів відповідно, а також 45 місце у Великій Британії. Надалі в інтерв'ю журналу «Night & Day» Тайлер висловила своє невдоволення промо-стратегією лейблу «East West»: "Я була розчарована через ["Making Love (Out of Nothing at All)"], тому що я записала його з Джимом Стейнменом […], але його не було в магазинах. Люди хотіли його купити, але мені здається, що вони надрукували недостатньо копій, тому що всі копії, які вони надрукували, були розпродані".
Другим синглом став «You're the One», він посів 99-е місце в чартах Німеччини. Третій сингл «Two Out of Three Ain't Bad» вийшов у Європі та США, але потрапив у чарти там не зміг потрапити. Європейський реліз вийшов на максі-CD із радіо-редакціями, а лейбл «Atlantic» випустив 12-дюймову платівку з однією радіо-редакцією та чотирма реміксами від хаус-діджея Ральфі Розаріо. «Limelight» став четвертим і останнім синглом альбому, посівши 76-е місце в Німеччині.
«Two of Three Ain't Bad» була перевидана як цифровий сингл 29 жовтня 2021 року.

## Оцінки критиків
Після виходу в США «Free Spirit» отримав багато негативних відгуків. Річ Ейххорн з газети «Dayton Daily News» назвав альбом «застарілою солянкою з поп-музики, кантрі та диско». Марк Мерімонт з газети «Springfield News-Leader» відзначив «Nothing to Do with Love» і «You're the One» як «найсильніші моменти альбому», але назвав «Making Love (Out of Nothing at All)» «можливо, найбільш перепродюсованим треком року». В іншій негативній рецензії Ларрі Прінтц з «The Morning Call» висловив думку, що використання декількох продюсерів і музичних стилів «віддає відчаєм», описавши альбом як «посередню маячню».
У ретроспективному огляді для «AllMusic» критик Хосе Ф. Проміс зазначив, що «кілька пісень у цьому альбомі можна назвати середніми, але є кілька блискучих моментів, які мали б привернути до цієї платівки такої цікавої виконавиці набагато більше уваги, ніж той мінімум, який вона отримала». У рецензії до бокс-сету «The East West Years» для журналу «Classic Pop» Джон Ерлс описав «Free Spirit» як «розмашистий безлад, де пісні були залишені дрейфувати далеко за межами свого природного часу», вважаючи, що продюсери альбому «здавалося, не знали, що робити з такою обдарованою співачкою».

## Комерційний успіх
Потрапляння «Free Spirit» у чарти було короткочасним. Незважаючи на те, що це був перший альбом Тайлер, випущений у Великій Британії та США з 1988 року, він не потрапив у чарти в жодній з цих країн.
Найбільший успіх альбом мав в Норвегії, де він посів 22-е місце і провів у Топ-40 загалом три тижні. У Швейцарії та Австрії «Free Spirit» протримався в чартах лише два тижні, посівши 39 і 43 місця відповідно.

## Трек-лист
| Free Spirit (стандартне видання) | Free Spirit (стандартне видання)    | Free Spirit (стандартне видання)   | Free Spirit (стандартне видання) | Free Spirit (стандартне видання) |
| #                                | Назва                               | Автор                              | Продюсери                        | Тривалість                       |
| -------------------------------- | ----------------------------------- | ---------------------------------- | -------------------------------- | -------------------------------- |
| 1.                               | «Nothing to Do with Love»           | Френкі Міллер Джеррі Лінн Вілліамс | Умберто Гатіка Саймон Френглен   | 4:53                             |
| 2.                               | «You're the One»                    | Клаус Майне Рудольф Шенкер         | Умберто Гатіка Саймон Френглен   | 3:59                             |
| 3.                               | «Making Love Out of Nothing at All» | Джим Стейнмен                      | Джим Стейнмен Стівен Рінкофф*    | 7:47                             |
| 4.                               | «Given It All»                      | Енді Хілл Алан Дербі               | Енді Хілл                        | 5:44                             |
| 5.                               | «What You Got»                      | Джеррі Лінн Вілліамс               | Крістофер Нейл                   | 5:32                             |
| 6.                               | «Bridge over Troubled Water»        | Пол Саймон                         | Девід Фостер                     | 4:59                             |
| 7.                               | «Time Mends a Broken Heart»         | Джефф Лінн Кікі Ді                 | Джефф Лінн                       | 3:30                             |
| 8.                               | «Driving Me Wild»                   | Стюарт Емерсон                     | Стюарт Емерсон                   | 5:12                             |
| 9.                               | «Sexual Device»                     | Стюарт Емерсон                     | Стюарт Емерсон                   | 4:10                             |
| 10.                              | «Make It Right Tonight»             | Енді Хілл                          | Енді Хілл                        | 5:43                             |
| 11.                              | «All Night to Know You»             | Стюарт Емерсон                     | Стюарт Емерсон                   | 5:40                             |
| 12.                              | «Forget Her»                        | Пол Міллнс                         | Крістофер Нейл                   | 4:13                             |
| 13.                              | «Two Out of Three Ain't Bad»        | Джим Стейнмен                      | Джим Стейнмен Стівен Рінкофф*    | 8:40                             |
| 14.                              | «Sexual Device» (Vari Mix)          | Стюарт Емерсон                     | Стюарт Емерсон                   | 5:00                             |
| 75:02                            |                                     |                                    |                                  |                                  |

Примітки
* — співпродюсери

## Творці альбому
Інформація вказана згідно обкладинки
- Бонні Тайлер — головний вокал
- Саймон Франглен — програмування синтезатора «Synclavier» (1, 2, 6), аранжування (1, 2)
- Джефф Бова — клавішні (3, 13), програмування (3, 13), аранжування (3, 13)
- Енді Гілл — клавішні (4, 10), гітари (4, 10), бас (4, 10), аранжування (4, 10)
- Стів Піготт — клавішні (5, 7), орган Гаммонда (5), бас (7), програмування ударних (7), програмування клавішних (12), програмування струнних інструментів (12)
- Девід Фостер — клавішні (6), аранжування (6)
- Стюарт Емерсон — клавішні (8, 9, 11, 14), гітари (8, 9, 11, 14), бас (8, 9, 11, 14), ударні (8, 9, 11, 14), бек-вокал (8, 9, 11, 14), аранжування (8, 9, 11, 14)
- Саймон Брукс — акустичне піаніно (11)
- Пол Міллнз — електричне піаніно (12)
- Майкл Томпсон — гітари (1, 2, 6)
- Едді Мартінез — гітари (3, 13)
- Алан Дербі — гітари (4, 10)
- Клем Клемпсон — гітари (5, 7)
- Чучо Мерчан — бас (5)
- Джиммі Бреловер — програмування ударних (3, 13)
- Грехем Броуд — ударні (4, 10)
- Гарі Волліс — ударні (5, 7), перкусія (12)
- Джим Стейнмен — аранжування (3, 13)
- Крістофер Нейл — аранжування (5, 11), бек-вокал (7)
- Джин Міллер — бек-вокал (1, 2)
- Девід Морган — бек-вокал (1, 2)
- Івонн Вілліамс — бек-вокал (1, 2)
- Глен Бартнік — бек-вокал (3)
- Касім Султон — бек-вокал (3)
- Ерік Тройєр — бек-вокал (3)
- Міріам Стоклі — бек-вокал (4, 10)
- Кріс Томпсон — бек-вокал (4, 10)
- Алан Кервелл — бек-вокал (5, 7)
- Лоррейн Кросбі — бек-вокал (8, 9, 11, 14)
- Тавата Агі — бек-вокал (13)
- Робін Кларк — бек-вокал (13)
- Кертіс Кінг — бек-вокал (13)
- Фонзі Торнтон — бек-вокал (13)

### Технічний персонал
- Умберто Гатіка — інженер (1, 2, 6), мікшування (1, 2, 6)
- Феліпе Ельгуета — інженер (1, 2, 6)
- Саймон Франглен — інженер (1, 2)
- Стівен Рінкофф — інженер (3, 13)
- Тоні Філліпс — мікшування (3, 13)
- Браян Тенч — інженер (4, 10)
- Джайлз Твігг — інженер (4, 10)
- Стюарт Емерсон — інженер (8, 9, 11, 14), мікшування (8, 9, 11, 14)
- Ден Пріст — інженер (9, 11, 14), мікшування (9, 11, 14)
- Освальд «Осі» Боу — асистент інженера (1, 2, 6)
- Дуейн Гіббард — асистент інженера (1, 2)
- Ронні Рівера — асистент інженера (1, 2)
- Джеймс Саєз — асистент інженера (1, 2)
- Роббс Стігліц — асистент інженера (1, 2)
- Ден Геллерт — асистент інженера (3, 13)
- Скотт Остін — асистент інженера (3, 13)
- Тоні Блек — асистент інженера (3, 13)
- Кайл Бесс — асистент з мікшування (6)
- Алехандро Родрігез — асистент з мікшування (6)
- Даг Кук — другий інженер (9, 11, 14)
- Тед Єнсен — мстерінг у «Sterling Sound» (Нью-Йорк) (3, 13)
- Дон Кеттелер — продакшн-координація (3, 13)
- Чарльз Весолл — асистент Джима Стейнмена (3, 13)

### Дизайн
- Mainartery — арт-дирекція та дизайн
- Пол Кокс — фото обкладинки
- Дагмар Вілдманн — жива фотозйомка
- Джілліан Шепгард — макіяж
- Пем Трігг — стиліст

## Чарти
| Чарт (1995)                                  | Позиція |
| -------------------------------------------- | ------- |
| Австрія Austrian Albums (Ö3 Austria)         | 43      |
| Норвегія Norwegian Albums (VG-lista)         | 22      |
| Швейцарія Swiss Albums (Schweizer Hitparade) | 39      |

## Історія релізів
| Регіон          | Дата            | Формат(и)                                 | Версія      | Лейбл             | Ref.   |
| --------------- | --------------- | ----------------------------------------- | ----------- | ----------------- | ------ |
| Різні країни    | 3 жовтня 1995   | Касета CD                                 | Стандартна  | East West Records |        |
| Велика Британія | 5 лютого 1996   | Касета CD                                 | Стандартна  | East West Records |        |
| США             | 26 березня 1996 | Касета CD                                 | Стандартна  | Atlantic Records  | [ 17 ] |
| Німеччина       | 1996            | Касета CD                                 | Перевидання | East West Records |        |
| Різні країни    | 5 серпня 2022   | Цифрове завантаження потокове мультимедіа | Стандартна  | East West Records |        |